# Chris Goss
Pour les articles homonymes, voir Goss.
Chris Goss (né en 1959) est un producteur de disque et musicien américain.

## Biographie professionnelle
Producteur depuis le début des années 1990 de Kyuss, groupe phare du mouvement Stoner rock/Desert rock, Chris Goss est considéré comme le producteur emblématique de ce mouvement musical. Par la suite, il diversifia ses productions musicales.
Mais auparavant, Chris Goss avait fondé en 1981 le groupe Masters of Reality dans lequel il est, depuis le milieu des années 90, le seul membre permanent. Certains spécialistes considèrent Masters of Reality comme un des groupes précurseur du Desert rock.
Victime de problèmes de santé fin 2004, il décide de mettre, provisoirement, entre parenthèses la carrière de Masters of Reality... ce qui ne l'empêchera pas de former en 2005, en compagnie de Jeordie White, un nouveau groupe appelé Goon Moon.
Chris Goss a contribué à trois morceaux de la B.O. du film de Dave Grohl, Sound City. Il apparait également dans ce documentaire sur le studio où a été enregistré le premier album de Masters of Reality.

## Œuvres

### Comme musicien
- Masters of Reality
  - Masters of Reality - 1988
  - Sunrise on the Sufferbus - 1993
  - How High the Moon: Live at the Viper Room - 1997 (live)
  - Welcome to the Western Lodge - 1999
  - Deep in the Hole - 2001
  - Flak 'n' Flight - 2002 (live)
  - Give Us Barabbas - 2004
  - Pine/Cross Dover - 2009
- Goon Moon
  - I Got a Brand New Egg Layin' Machine - 2005
  - Licker's Last Leg - 2007

### Comme producteur
- Fatso Jetson
  - Toasted - 2001
- The Flys
  - Holiday Man - 1998
  - Outta My Way - 2000
- Ian Astbury
  - Spirit\Light\Speed - 1999
- I Love You
  - All of Us - 1994
- Kik Tracee
  - Field Trip - 1992
- Kyuss
  - Blues for the red sun - 1992
  - Welcome to Sky Valley - 1994
  - ...And the circus leaves town - 1995
- Kyuss/Queens of the Stone Age
  - Kyuss/Queens of the Stone Age (split-album) - 1997
- Lupe Fiasco
  - The Cool - 2007
- Mark Lanegan
  - Bubblegum - 2004
- Melissa Auf der Maur
  - Auf der Maur - 2004
- Nebula
  - Atomic Ritual - 2003
- Queens of the Stone Age
  - Rated R - 2000
  - Era Vulgaris - 2007
- Slo Burn
  - Amusing the amazing - 1997
- Soulwax
  - Leave the Story Untold - 1996
- Unida/Dozer
  - Split-album - 1999
- UNKLE
  - Never, Never, Land - 2004
  - War Stories - 2007
  - End Titles... Stories for Film - 2008